# Alfonso Pinto
Alfonso Pinto (Torre Annunziata, 4 ottobre 1978) è un pugile italiano.

## Carriera pugilistica
Pinto ha vinto, nella categoria dei pesi mosca leggeri, la medaglia d'argento agli europei di pugilato di Pola 2004, conquistando il diritto di partecipare alle olimpiadi di Atene 2004 in rappresentanza dell'Italia, e di Plovdiv 2006.

### Risultati olimpici

#### Atene 2004
- Batte Effiong Okon ( Nigeria) RSCO 3
- Batte Carlos José Tamara ( Colombia) 49-35
- Sconfitto da Atagün Yalçınkaya ( Turchia) 33-24

Alfonso Pinto non è mai passato professionista.